# Лата Іскандар
Лата Іскандар (малай. Lata Iskandar) — водоспад у Малайзії на шляху з міста Тапа до Височини Камерона.